# Lucas Nogueira
Lucas Riva Amarante "Bebê" Nogueira (São Gonçalo, 26 de Julho de 1992) é um basquetebolista profissional brasileiro que atualmente joga pelo Guelph Nighthawks da liga canadense. Lucas Nogueira foi selecionado no draft da NBA em 2013 na 16ª Escolha na primeira Rodada pelo Boston Celtics que o negociou com o Dallas Mavericks que por fim o negociou com o Atlanta Hawks. Em 3 de Agosto de 2014 Lucas Nogueira assinou com o Toronto Raptors por 4 temporadas. Em 2020, o Basquete Cearense fechou contrato com o jogador, sendo a primeira vez que em que Lucas jogará no próprio país.

## Carreira da Liga ACB
Lucas Nogueira iniciou sua carreira jovem no Clube Central de Niterói e bem jovem trocou o sonho de ser jogador de futebol pelo basquetebol e foi para a Espanha jogar no time jovem do Estudiantes onde jogou a temporada 2009-10. Após isso disputou a Liga EBA (4º nível) na Espanha pelo Estudiantes B. Estreou no time principal na Temporada 2011-12 e tornou-se efetivo na equipe na Temporada 2012-13, onde inclusive disputou a Copa do Rei além da Liga Endesa. Nesta temporada, Lucas Nogueira foi candidato a "Jogador Revelação".

## Carreira na NBA
Em 17 de Abril de 2013 Lucas Nogueira declarou-se oficialmente como candidato ao Draft da NBA e acabou sendo selecionado na 16.ª na primeira Rodada pelo Boston Celtics no Draft de 2013 no Barclays Center no Brooklin, que na mesma noite negociou seus direitos de draft com o Dallas Mavericks que acabou negociando com o Atlanta Hawks. Entre 12 e 17 de Julho de 2013 em Las Vegas, Lucas Nogueira participou da "Summer League" pelo Atlanta Hawks em 5 partidas com médias de 6,4 ppj, 0,6 apj e 6 rpj. E na "Summer League" de 2014, Lucas Nogueira disputou pelo seu futuro time, o Toronto Raptors, onde alcançou médias de 5 ppj, 5,8 rpj e 1,2 apj e acabou sendo contratado pela franquia canadense por US$ 1 762 680. Sua estréia foi em 21 de Novembro de 2014 frente ao Milwaukee Bucks na vitória dos Raptors por 124 a 82 anotando 2 pontos em 8:45 minutos.